# Fale i Fono
Fale i Fono (englisch House of Assembly) bezeichnet das Parlament im Einkammersystem von Tuvalu.
In das Parlament werden laut der Verfassung Tuvalus mindestens 12 Abgeordnete für jeweils vier Jahre gewählt. Derzeit hat das Parlament 16 Sitze.
Es tagt im Dorf Vaiaku in der Hauptstadt Funafuti.

## Mitglieder
Mitglieder des Parlaments von Tuvalu im September 2019.
| Wahlbezirk | Mitglieder            | Fraktion   |
| ---------- | --------------------- | ---------- |
| Funafuti   | Kausea Natano         | Regierung  |
| Funafuti   | Simon Kofe            | Regierung  |
| Nanumanga  | Monise Lafai          | Opposition |
| Nanumanga  | Minute Alapati Taupo  | Regierung  |
| Nanumea    | Ampelosa Manoa Tehulu | Regierung  |
| Nanumea    | Timi Melei            | Regierung  |
| Niutao     | Katepu Laoi           | Regierung  |
| Niutao     | Samuelu Teo           | Regierung  |
| Nui        | Puakena Boreham       | Opposition |
| Nui        | Mackenzie Kiritome    | Opposition |
| Nukufetau  | Enele Sopoaga         | Opposition |
| Nukufetau  | Fatoga Talama         | Opposition |
| Nukulaelae | Seve Paeniu           | Regierung  |
| Nukulaelae | Namoliki Sualiki      | Opposition |
| Vaitupu    | Isaia Vaipuna Taape   | Regierung  |
| Vaitupu    | Nielu Meisake         | Regierung  |